# Dodô (labdarúgó, 1992)
José Rodolfo Pires Ribeiro, ismertebb nevén Dodô (Campinas, 1992. február 6. –) brazil labdarúgó, hátvéd.

## Pályafutása
2009–2012 között a Corinthians labdarúgója volt, közben 2011-ben kölcsönben a Bahia csapatában szerepelt. 2012 és 2018 között Olaszországban játszott. 2012–2014 között az AS Roma, 2014–2018 között az Internazionale játékosa volt. 2016–2018 között kölcsönben a Sampdoria együttesében szerepelt. 2018–2020 között ugyan a Sampdoria szerződtetett játékosa volt, de bajnoki mérkőzésen nem lépett pályára. Kölcsönjátékosként hazatért és 2018-ban a Santos, majd 2019-ben a Cruzeiro labdarúgója volt. 2021–2023 között az Atlético Mineiro, 2023–24-ben a Santos csapatában szerepelt.